# Vic Van Aelst

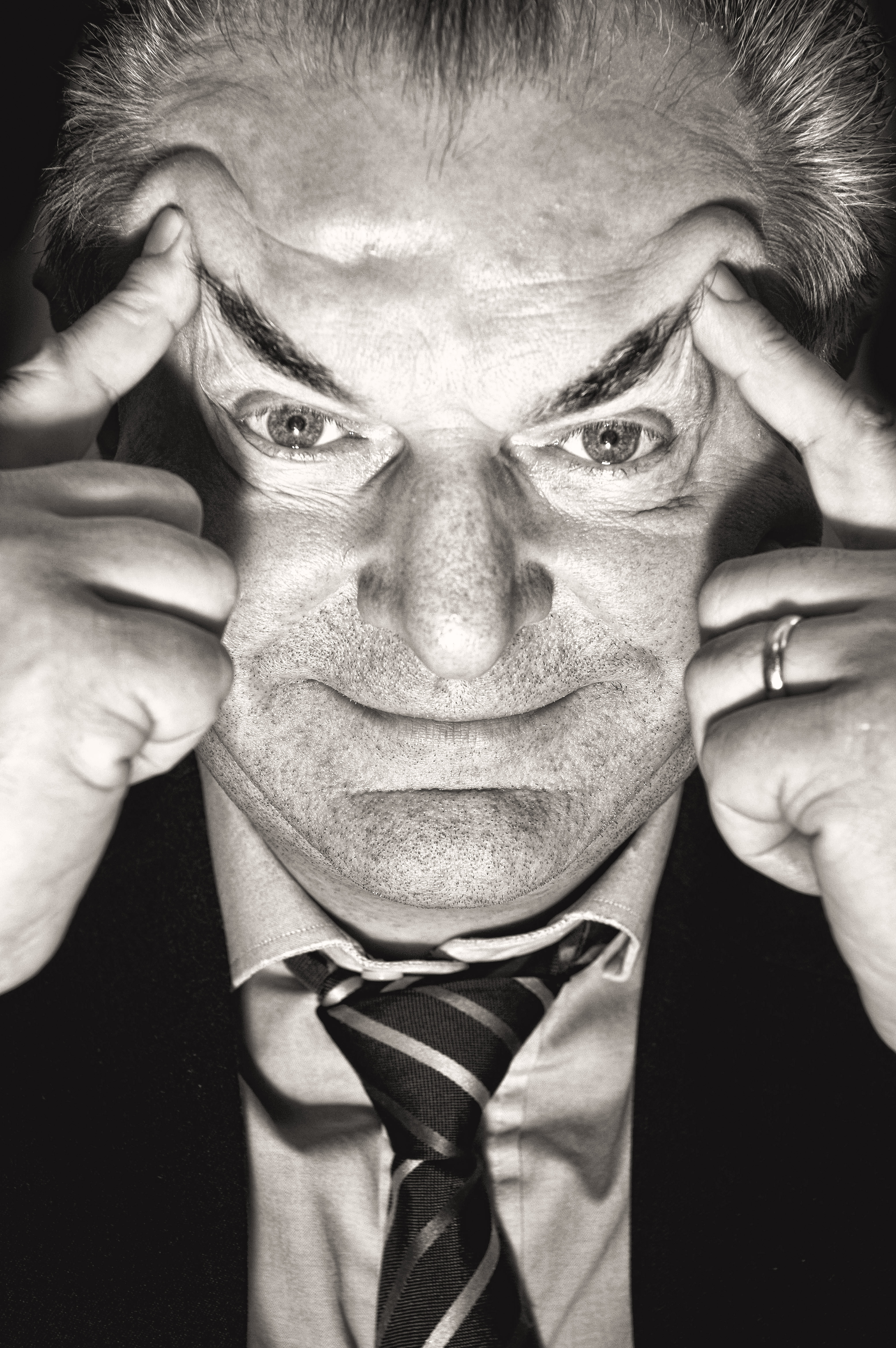
Vic Van Aelst (2010)

Victor (Vic) Van Aelst (Kaggevinne, 1948) is een Belgisch strafpleiter en politicus.

## Situering
Van Aelst behaalde in 1972 zijn licentiaat in de rechten aan de KU Leuven. Als advocaat is hij verbonden aan de balie te Brussel. Van Aelst werd bekend door zijn deelname aan enkele spraakmakende rechtszaken. Zo was hij een tijd lang raadsman van Songul Koç, die door Hans Van Themsche werd neergeschoten, maar overleefde. Hij werd door haar ontslagen, nadat hij in Terzake verklaard had, overigens zonder overleg met zijn cliënte, dat racisme niet het hoofdmotief was van Hans Van Themsche. Van Aelst was ook advocaat van Els Clottemans, verdachte in de parachutemoord. In 2016 ging hij met pensioen.
In 1970 werd Van Aelst verkozen als gemeenteraadslid voor de Volksunie in Jette, wat hij tot 1976 bleef. Hij werd in 2011 weer politiek actief. Van Aelst sloot zich toen aan bij de Nieuw-Vlaamse Alliantie in zijn woonplaats Antwerpen. Bij de lokale verkiezingen in 2012 kwam Van Aelst zowel op voor de Antwerpse gemeenteraad als districtsraad. Hij werd voor beide verkozen en zetelde vervolgens van 2013 tot 2018 in de gemeenteraad. Bij de lokale verkiezingen in 2018 was Van Aelst weer kandidaat, maar werd hij niet herverkozen.
Begin april 2011 pleitte Van Aelst wegens eeuwen taalverdrukking voor de afschaffing van het Frans als tweede taal in het Vlaams onderwijs en dit te vervangen door het Engels. De politicus stelde het Nederlandsonkundig onvermogen van belangrijke Franstalige politici aan de kaak omdat zij voortdurend het Nederlands publiekelijk zouden verkrachten. Hij zei ook dat de Franstalige bewoners en toeristen aan de Vlaamse kust hun eentaligheid slechts staken als de laatste kabeljauw in Oostende Frans spreekt.